# Henrietta Duterte
Henrietta Duterte (Filadelfia, luglio 1817 circa – Filadelfia, 23 dicembre 1903) è stata una filantropa, imprenditore di pompe funebri ed abolizionista statunitense; fu la prima donna americana a possedere un'impresa di pompe funebri e la sua attività fu una tappa della Underground Railroad.

## Biografia

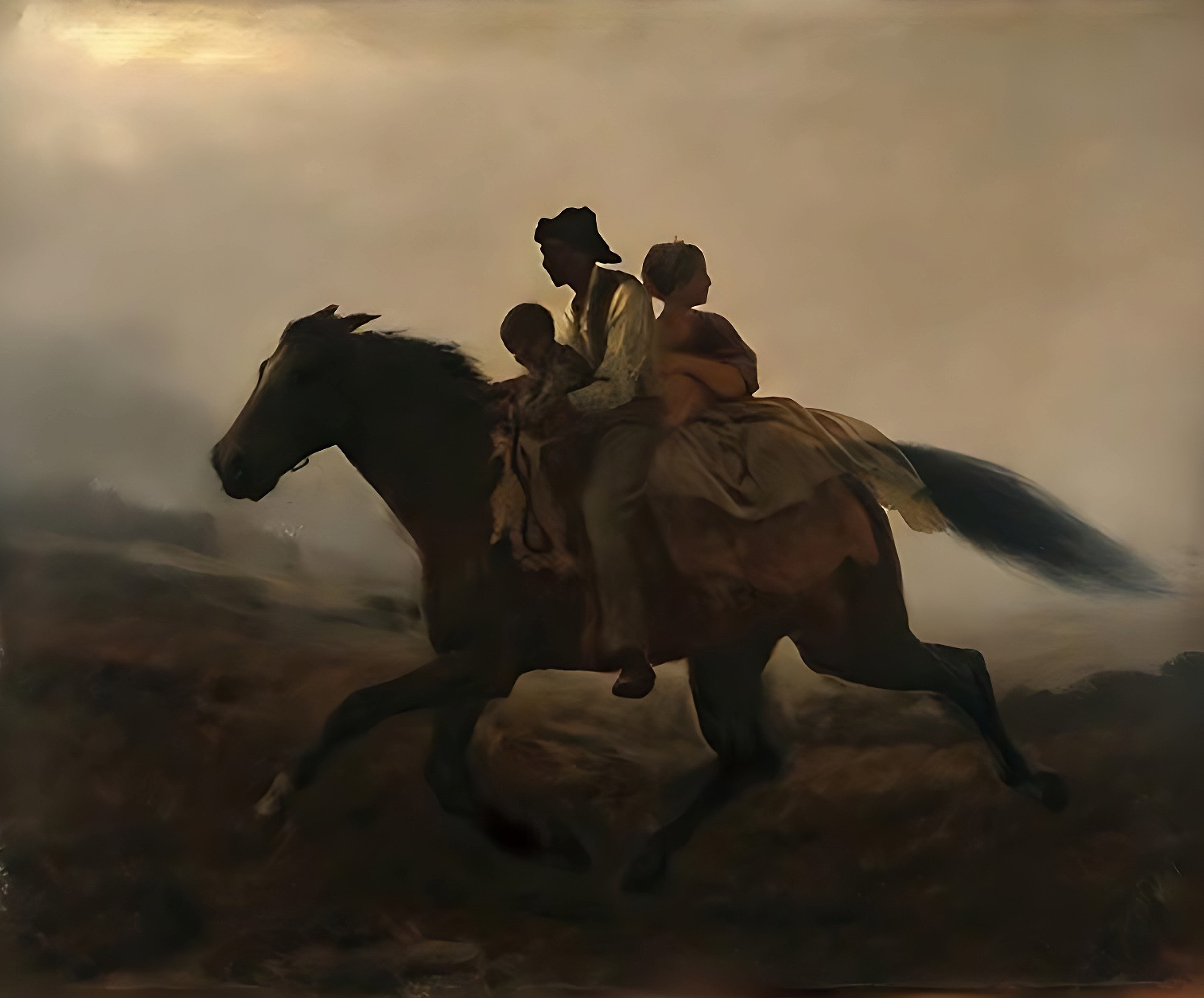
Brooklyn Museum: Una cavalcata per la libertà Gli schiavi fuggitivi, Eastman Johnson

Henrietta Duterte (nata Bowers) nacque da un'agiata famiglia nera libera e crebbe a Filadelfia in Middle Alley, oggi chiamata Panama Street, nella Society Hill di Filadelfia. Era una dei 13 figli, tra cui l'imprenditore, organista e abolizionista John C. Bowers e Thomas Bowers, un rinomato cantante d'opera conosciuto come “The Colored Mario”. Nota per il suo abbigliamento alla moda, iniziò la sua carriera come sarta. Nel 1852 sposò Francis A. Duterte, un haitiano-americano proprietario di un'impresa di pompe funebri. Nessuno dei loro figli sopravvisse all'infanzia e Francis Duterte morì nel 1858.
Dopo la morte del marito, Duterte rilevò l'impresa di pompe funebri e divenne la prima donna americana a gestire un'attività del genere.  L'impresa funebre si guadagnò la reputazione di un servizio rapido, necessario all'epoca prima dei moderni metodi di imbalsamazione. Si stima che sotto la sua gestione l'attività incassasse 8.000 dollari all'anno (circa 211.500 dollari nel 2017).
Duterte era un membro della Underground Railroad e usava la sua attività per assistere gli schiavi fuggitivi degli Stati del Sud che cercavano la libertà nel Nord. Spesso nascondeva gli schiavi in fuga nelle bare o li travestiva come parte dei cortei funebri. Inoltre, il successo dell'impresa funebre le permise di dare generosi contributi alla sua comunità, sostenendo la Chiesa AME di St. Thomas, la Filadelfia Home for Aged and Infirm Colored Persons e la Freedman's Aid Society, creata dopo la Guerra Civile per assistere gli ex schiavi del Tennessee.
Più tardi nella sua vita, Duterte trasferì la proprietà dell'impresa funebre a suo nipote, Joseph Seth. Henrietta morì all'età di 86 anni il 23 dicembre 1903 ed è sepolta nello storico Cimitero di Eden di Collingdale, in Pennsylvania.